# كيت ابتون
كاثرين إليزابيث أبتون (بالإنجليزية: Katherine Elizabeth Upton)، وُلدت في 10 يونيو 1992، هي عارضة أزياء وممثلة أمريكية. ظهرت لأول مرة في عدد ملابس السباحة لمجلة سبورتس إلوستريتد في عام 2011، وكانت عارضة الغلاف في أعوام 2012 و2013 و2017. كما ظهرت على غلاف الذكرى المئوية لمجلة فانيتي فير.
إلى جانب عملها في عرض الأزياء، شاركت أبتون في عدة أفلام سينمائية، من أبرزها: سطو على البرج (2011)، المرأة الأخرى (2014)، الرحلة المنحرفة (2017).

## حياتها
ولدت كيت ابتون في ميشيغان، ونشآت في ملبورن فلوريدا، وهي ابنة شيلي (ني ديفيس) بطلة بطولة تكساس للتنس سابقا، وجيف أبتون، مدير ألعاب القوى في المدرسة الثانوية، عمها هو الممثل الأمريكي فريد ابتون.

## اعمالها

### أفلام
| السنة | العنوان الإنجليزي   | العنوان العربي   | الدور               | ملاحظات                                   |
| ----- | ------------------- | ---------------- | ------------------- | ----------------------------------------- |
| 2024  | Sweet Dreams        | أحلام سعيدة      | كات                 |                                           |
| 2019  | Adult Interference  | تدخل البالغين    | تاليا               | كان يُعرف سابقًا باسم Wild Man، صُوّر في 2017 |
| 2017  | The Layover         | الرحلة المنحرفة  | ميغ                 |                                           |
| 2017  | The Disaster Artist | فنان الكارثة     | نفسها               | تم حذف مشاهدها                            |
| 2014  | The Other Woman     | المرأة الأخرى    | آمبر                |                                           |
| 2012  | The Three Stooges   | المهرجون الثلاثة | الأخت بيرنيس        |                                           |
| 2011  | Tower Heist         | سطو على البرج    | عشيقة السيد هايتاور | ظهور شرفي (Cameo)                         |

## وصلات خارجية
- الموقع الرسمي
- كيت ابتون على موقع IMDb (الإنجليزية)
- كيت ابتون على موقع ألو سيني (الفرنسية)
- كيت ابتون على موقع أول موفي (الإنجليزية)
- كيت ابتون على موقع بوكس أوفيس موجو (الإنجليزية)
- كيت ابتون على موقع قاعدة بيانات الأفلام السويدية (السويدية)
- كيت ابتون على موقع إن إن دي بي (الإنجليزية)
- كيت ابتون على موقع قاعدة بيانات الفيلم (الإنجليزية)
- كيت ابتون على موقع كينوبويسك (الروسية)
- كيت ابتون على موقع دليل عارضات الأزياء (الإنجليزية)